# Никифоровське Лісничество
Ники́форовське Лісни́чество (рос. Обухово) — селище у складі Бузулуцького району Оренбурзької області, Росія.

## Населення
Населення — 73 особи (2010; 84 у 2002).
Національний склад (станом на 2002 рік):
- росіяни — 92 %